# Tutto è accaduto
Tutto è accaduto è un romanzo di Corrado Alvaro, pubblicato postumo nel 1961.
L'opera è il terzo e ultimo romanzo della trilogia Memorie del mondo sommerso

## Trama
Rinaldo Diacono vive a Roma, dove fa il regista teatrale. La sua attività è attentamente sorvegliata dal regime fascista che tuttavia gli concede discreti margini di movimento. Per questo motivo taluni intravedono in Diacono un abile sovversivo, altri una spia, altri un inetto, altri ancora un venduto. Diacono è però, anzitutto, un individuo indifeso, "picchiato" dal potere. Prima dal potere religioso (ai tempi del collegio da dove sarebbe stato poi espulso) e ora dal potere politico fascista (la ferocia dello squadrismo si sarebbe abbattuta anche sulla sua persona).
La sua ostilità al potere lo sospinge anzi a gridare dal palco di un grande teatro, gremito di autorità, che "in Italia, tutto è putrido". Ciò non basta però a fare di Rinaldo Diacono un agitatore politico o un pericoloso sovversivo votato alla clandestinità. E neppure un individuo solo e disadattato. Egli, al contrario, frequenta influenti salotti della capitale (casa Pineschi e, soprattutto, il salotto di Sofia Pitigliano), partecipa alle conversazioni con eminenti personalità del tempo (colloqui comunque mondati e avulsi da giudizi e valutazioni politiche), studia i comportamenti degli uomini di potere e delle loro donne. Ma agli occhi della società fascista, Diacono è pur sempre un "irregolare", riottoso e refrattario a immischiarsi con la cultura ufficiale del tempo. Rinaldo sa di essere sospetto al regime, ma sa anche di deludere, con la sua caparbietà, le speranze, le smisurate ambizioni, i sogni di potenza del padre, che lo incitava ad accarezzare il potere e a fare conoscenze altolocate.  
Quello nel quale si muove Rinaldo Diacono è un ambiente infido e paludato e a svelarne le ipocrisie sarà Mauro Guerri, un compagno di infanzia di Rinaldo, ritrovato dopo molto tempo. Mauro incarna ciò che Rinaldo avrebbe voluto e non era mai stato capace di essere: un uomo mite, coerente, avverso al potere e disposto a pagare in prima persona per le proprie idee. Guerri era anche convinto che il fascismo stava per implodere. Dopo il luglio del 1943 si apre una nuova stagione nella storia italiana e nella vita di Rinaldo, che viene nominato direttore del giornale l’Avvisatore: fa di questa testata un foglio dell'Italia antifascista e, dalle sue colonne, partecipa direttamente all'avvio del processo democratico in Italia.
L'occupazione nazista della capitale continuava però a essere capillare e feroce. Diacono, oramai braccato, è costretto a lasciare Roma, per rifugiarsi a Sulmona. Per la liberazione dell'Italia bisognava ancora attendere. E per estirpare dalla società italiana tutti mali prodotti dal fascismo l’attesa sarebbe stata ancora più lunga.

## Edizioni
- Tutto è accaduto, a cura di A. Frateili, Milano, Bompiani, 1961.
- Tutto è accaduto, introd. di G. Ferroni, Milano Bompiani, 1995.